# غابر (بني مطر)

تعديل مصدري - تعديل

غابر هي إحدى قرى عزلة ديان بمديرية بني مطر التابعة لمحافظة صنعاء، بلغ تعداد سكانها 334 نسمة حسب تعداد اليمن لعام 2004.